# Reinhard Schuch
Reinhard Schuch (* 31. Dezember 1950) ist ein deutscher ehemaliger Fußballspieler, der in den 1970er Jahren in Löbau Zweitligafußball betrieb. 

## Sportliche Laufbahn
Im Jahre 1957 begann Reinhard Schuch bei der Betriebssportgemeinschaft (BSG) „Traktor“ im Oberlausitzer Reichenbach. Später wechselte er zur BSG WAMA Görlitz, mit der er zuletzt 1970 in der drittklassigen Bezirksliga Dresden spielte. 
Im Mai 1970 wurde Schuch zum Wehrdienst in der Nationalen Volksarmee eingezogen, bekam aber die Möglichkeit, bei der Armeesportgemeinschaft ASG Vorwärts Löbau ebenfalls in der Bezirksliga Fußball zu spielen. Unter Mitwirkung von Schuch stieg die ASG 1971 in die zweitklassige DDR-Liga auf und konnte bis 1974 den Klassenerhalt sichern. Die Spieler, die mit der ASG in der DDR-Liga spielen wollten, mussten sich nach Ablauf ihrer Wehrpflicht weiter für den Militärdienst verpflichten. In den drei Spielzeiten gelang es Schuch nicht, sich einen Stammplatz zu erobern. Insgesamt kam er nur auf 16 DDR-Liga-Einsätze, in denen er in der Regel als Stürmer eingesetzt wurde. In der Saison 1974/75 hatte die ASG als vorjähriger DDR-Ligist Startrecht im aktuellen Pokalwettbewerb. Dort traf die Mannschaft in der zweiten Runde auf den Oberligisten FC Karl-Marx-Stadt, in der 87. Minute wurde Schuch eingewechselt. Der Oberligist gewann das Spiel, das jedoch später für beide Mannschaften als ungültig gewertet wurde und diese aus dem Pokal ausscheiden mussten. Jede Seite hatte mit dem Einsatz eines nicht spielberechtigten Karl-Marx-Städter Spielers gegen die Statuten verstoßen. Von 1974 bis zum Ende der Saison 1976/77 spielte Schuch mit Vorwärts Löbau wieder in der Bezirksliga. Danach wurde die ASG aufgelöst, und Schuch schloss sich dem Bezirksliga-Aufsteiger BSG Empor Löbau an. Dort war er noch bis 1981 aktiv. 

## Berufliche Entwicklung
Noch während seiner Zeit als Fußballspieler wurde Reinhard Schuch als Sportlehrer ausgebildet und war danach in diesem Beruf auch tätig. Nach der Wende betätigte er sich als Organisator einer jährlichen Skibörse und errichtete in Löbau als Betreiber ein Sportzentrum mit Tennishalle und Hostel.

## Einzelnachweis
1. ↑  fuwo 43/1974 vom 22. Oktober 1974, Seite 14

| Personendaten    | Personendaten            |
| ---------------- | ------------------------ |
| NAME             | Schuch, Reinhard         |
| KURZBESCHREIBUNG | deutscher Fußballspieler |
| GEBURTSDATUM     | 31. Dezember 1950        |